# Ibrahimpatnam, Ranga Reddy
Ibrahimpatnam là một thị trấn thuộc huyện Ranga Reddy, bang Telangana. Thị trấn này thuộc mandal Ibrahimpatnam, là một phần của đô thị Hyderabad.